# Vlag van Menterwolde

Vlag van de gemeente Menterwolde

De vlag van Menterwolde is bij raadsbesluit op 13 juni 1991 vastgesteld als de gemeentelijke vlag van Menterwolde.

## Beschrijving
De beschrijving van de vlag zou als volgt gegeven kunnen worden: 
Drie banen, groen, geel en groen, met op de gele baan aan de broekzijde een blauwe lelie.

## Verklaring
De kleuren zijn afkomstig van het schildhoofd van het wapen van Menterwolde, die op haar beurt afkomstig is van het per 1990 vervallen wapen van Muntendam. De fleur-de-lys is het familiewapen van het geslacht Gockinga in gewijzigde kleuren.

## Afbeeldingen

Wapen van Menterwolde
Wapen van Muntendam
Wapen van Gockinga

Adorp 
· Aduard 
· Appingedam 
· Bedum 
· Beerta 
· Bellingwedde 
· Bierum 
· De Marne 
· Delfzijl 
· Eemsmond 
· Eenrum 
· Finsterwolde 
· Grootegast 
· Haren 
· Hefshuizen 
· Hoogezand 
· Hoogezand-Sappemeer 
· Hoogkerk 
· Kloosterburen 
· Leek 
· Leens 
· Loppersum 
· Marum 
· Menterwolde 
· Muntendam 
· Nieuwe Pekela 
· Nieuweschans 
· Oldekerk 
· Oosterbroek 
· Oude Pekela 
· Reiderland 
· Sappemeer 
· Scheemda 
· Slochteren 
· Stedum 
· Ten Boer 
· Termunten 
· Uithuizen 
· Uithuizermeeden 
· Ulrum 
· Vlagtwedde 
· Warffum 
· Wildervank 
· Winschoten 
· Winsum 
· Zuidhorn